# 麥達維爾
麥達維爾（Maida Vale）是位於倫敦西部帕丁頓地區的一個住宅區，是西敏市的一部分。這一地區是倫敦著名的高級住宅區。BBC在這裡有麥達維爾錄音棚。在19和20世紀之交，這裡是一個猶太人聚居區。